# Kiril Lazarov
Kiril Lazarov (født 10. maj 1980 i Sveti Nikole) er en pensioneret nordmakedonsk håndboldspiller.
Han har tidligere spillet for Nordmakedoniens herrehåndboldlandshold. Tidligere har han spillet for den spanske ligaklub FC Barcelona Handbol. Han kom til klubben i 2013. Han er venstrehåndet og spiller højre back. Under VM i håndbold 2009 satte han ny mesterskabsrekord med i alt 92 mål i ni kampe. Han nævnes som en af verdens bedste håndboldspillere.

## Landshold
Lazarov har en årrække været en af de absolutte nøglespillere på det makedonske landshold, som han har repræsenteret over 100 gange. Han var blandt andet en del af holdets trup ved VM 2009 i Kroatien.
Kiril Lazarovs yngre bror Filip Lazarov spiller også for det makedonske landshold.

## Klubber
- RK Ovce Pole (1991-1994)
- RK Borec Veles (1994-1997)
- RK Pelister (1997–2000)
- RK Zagreb (2000–2002)
- KC Veszprém (2002–2007)
- RK Zagreb (2007–2010)
- BM Ciudad Real (2010-2013)
- FC Barcelona Handbol (2013-2017)
- HBC Nantes (2017-)